# Jules Van de Leene
Jules Van de Leene (Elsene, 9 mei 1887 – Oudergem, 1962) was een Belgisch kunstschilder.

## Biografie
Jong al blijk gevend van talent, studeerde hij aan de Academies van Elsene en Brussel (bij Meunier en Montald). Vanaf 1913 liep zijn professionele schilderscarrière. Van de Leene woonde een tijd lang in Damme, maar kwam dan in Oudergem wonen, waar hij een huis liet bouwen Bocqstraat 19.
Hij was er lid van de lokale kunstenaarsvereniging Cercle Artistique d’Auderghem.
Hij schilderde figuren (vrouwelijke naakten, keukenmeiden, een vioolbouwer…), portretten, interieurs, stillevens, landschappen. Hij werkte evengoed in olieverf als in aquarel. 
Van de Leene maakte ook etsen. Een prachtige ets is die van een kruisbeeld aan een pilaar in de verwoeste kerk van Nieuwpoort met op de achtergrond en dramatische wolkenhemel. Hij is een typisch voordeel van een waardevol, technisch goed onderlegd “kleinmeester” uit de vroege 19de eeuw en het interbellum.
Al tijdens zijn leven, in 1949, kreeg hij een straatnaam in Oudergem.
In 1935 exposeerde hij in “La Petite Galerie” in Brussel, samen met Fernand Toussaint. Tussen 4 en 19 december 1938 stelde hij tentoon in het stadhuis van Ronse.

## Verzamelingen
- Brugge, Museum
- Stad Brussel
- Brussel, Prentenkabinet
- Brussel, Kon. Musea voor Schone Kunsten van België
- Brussel, Museum van het Leger en de Krijgsgeschiedenis
- Brussel, Museum Elsene
- Kaïro
- Kortrijk, Stedelijke Musea
- Oudergem, Gemeentel. verzameling (“Pont de Sospel”)
- Ronse, Museum
- Verz. Provincie Brabant
- Tokio